# 日本国憲法を口語訳してみたら
『日本国憲法を口語訳してみたら』（にほんこくけんぽうをこうごやくしてみたら）は、塚田薫による実用書。

## 概要
インターネットの電子掲示板である2ちゃんねるへの書き込みが注目され大反響を呼び、書籍化される。執筆にあたり、愛知大学法学部教授の長峯信彦が監修を務める。日本国憲法をわかりやすく口語訳している。